# Edgar Arruda
Edgar Cavalcante de Arruda (Fortaleza, 5 de junho de 1892 — Rio de Janeiro, 24 de abril de 1965) foi um advogado e político brasileiro. Foi senador pelo Ceará entre 1935 e 1937 e deputado federal pelo mesmo estado de 1946 a 1951.

## Formação e início da carreira
Filho de Raimundo Leopoldo Coelho de Arruda e de Alice Cavalcante de Arruda, concluiu o ensino primário no Colégio Santa Teresa de Jesus e o secundário no Ginásio Cearense e no Liceu do Ceará, em sua cidade natal. Em 1909, ingressou na Faculdade de Direito do Ceará e, já no ano seguinte, trabalhou como delegado do recenseamento e professor de desenho da Escola de Aprendizes Artífices do Estado do Ceará.
Em 1911, começou a trabalhar na Secretaria do Interior e Justiça do Ceará, transferindo-se, no ano seguinte, para a Faculdade de Direito de Recife. Contudo, foi concluir o curso de Direito na Faculdade de Direito de São Paulo em dezembro de 1913.
De 1914 a 1917 foi promotor de justiça na comarca de Maranguape, Ceará e depois segundo promotor de justiça de Fortaleza, até 1920. Em 1918, doutorou-se pela Faculdade de Direito do Ceará.

## Vida pública
Tornou-se em 1932 membro da Comissão Legislativa do Ceará após a Revolução de 1930, que levou Getúlio Vargas ao cargo de chefia do governo. Participou, também nesse ano, da fundação no seu estado da Liga Eleitora Católica (LEC), fundada pelo cardeal Dom Sebastião Leme da Silveira Cintra, com objetivo de mobilizar o eleitorado católico em torno dos candidatos comprometidos com a doutrina social da igreja para a eleição da Assembleia Nacional Constituinte de 1933 e para as assembleias constituintes estaduais de 1934. Essa entidade atuaria ainda nas eleições de 1945, 1946 e 1950, passando em 1962 a denominar-se Aliança Eleitoral para a Família (Alef).
Foi presidente da LEC no Ceará, destacando-se na orientação das campanhas de 1933 e 1934. Tornou-se senador em 1935 pelo Partido Republicano Progressista cearense.
De 1935 a 1937, fundou e dirigiu o matutino O Estado, editado em Fortaleza.
Com a implantação do Estado Novo, seu mandato de senador foi extinto.

### Redemocratização
Em 1945, foi um dos promotores, no seu estado, da redemocratização do país. Em abril do mesmo ano, participou da fundação da UDN. Ainda nesse ano, foi presidente da secção da OAB no Ceará, cargo que ocupou até 1947. Ao longo da vida pública, Edgar também foi membro do Instituto da Ordem dos Advogados do Ceará, do Instituto Brasil-Estados Unidos, da Associação Cultura Franco-Brasileira, da Santa Casa de Misercódia, do Instituto de Proteção à Infância, da Casa dos Cegos, da Associação Cearense de Imprensa, da Caixa de Pensões e Aposentadoria dos Serviços Públicos do Ceará.
Extinto o Estado Novo, em outubro de 1945, foi eleito, como candidato da UDN, deputado federal pelo Ceará em dezembro do mesmo ano, para compor a Assembleia Nacional Constituinte.
Concorreu ao governo do Ceará em outubro de 1950 pela mesma UDN, mas foi derrotado pelo candidato da coligação entre o Partido Social Democrático, o Partido Social Progressista e o Partido Republicano, Raul Barbosa.
Foi ainda ministro do Tribunal de Contas do Estado da Guanabara, atual estado do Rio de Janeiro.
Faleceu no Rio de Janeiro, em 24 de abril de 1965. Era casado com Rita Menescal Campos de Arruda, com quem teve quatro filhos.